# Za naszą miłość
Za naszą miłość – film fabularny z 1983 roku. Zdjęcia do filmu nakręcono w Hyères.

## Fabuła
15-letnia Suzanne jest pozbawiona rodzinnego ciepła i poczucia bezpieczeństwa, więc szuka bliskości w kontaktach seksualnych. Sypia z każdym, kto chce ją mieć, a mimo to brakuje więzi emocjonalnej. Odrzuca jedynie względy Luca, choć on jako jedyny zdradza wobec niej szczere uczucia. Kiedy ojciec Suzanne opuszcza znerwicowaną żonę, depresja dziewczyny pogłębia się jeszcze bardziej, ponieważ był on dla niej najbliższą osobą. W domu zostaje z załamaną matką oraz bratem Robertem, który coraz częściej okazuje wobec niej agresję.

## Obsada
- Sandrine Bonnaire jako Suzanne
- Maurice Pialat jako ojciec Suzanne i Roberta
- Dominique Besnehard jako Robert, brat Suzanne
- Evelyne Ker jako matka Suzanne i Roberta
- Jacques Fieschi jako Jacques, szwagier Roberta
- Cyril Collard jako Jean-Pierre, mąż Suzanne
- Cyr Boitard jako Luc
- Pierre-Loup Rajot jako Bernard

i inni

## Nagrody i nominacje[3]
Berlinale (1984):
- nominacja w kategorii Udział w konkursie głównym dla Maurice'a Pialata

Cezary (1984):
- wygrana w kategorii Najbardziej obiecująca aktorka dla Sandriny Bonnaire

- wygrana (ex aequo z filmem Bal) w kategorii Najlepszy film

- nominacja w kategorii Najlepszy reżyser dla Maurice'a Pialata